# José Luis Rodríguez Pittí
JL Rodríguez Pittí (Ciudad de Panamá, 29 de marzo de 1971) es un escritor, artista visual, editor, ingeniero, educador y gestor cultural panameño.

## Biografía
Nacido en Ciudad de Panamá, creció en Ciudad de México, Santiago de Veraguas y Ciudad de Panamá. Reside en Toronto, Canadá.
Es autor de cuentos, poemas y ensayos. Rodríguez Pittí es autor de los libros "Panamá Blues" (Panamá, 2010, ISBN 978-9962-683-02-5), "miniTEXTOS" (antología de microrrelato, Panamá, 2008), "Sueños urbanos" (Panamá, 2008, ISBN 9962-00-473-X) y "Crónica de invisibles" (Panamá, 1999, ISBN 9962-802-06-7). La mayoría de sus relatos y ensayos se han publicado en revistas literarias y periódicos.
En 1994, la Universidad de Panamá le otorgó el Premio "Darío Herrera". Otras distinciones literarias recibidas son el Accésit en el Premio Nacional "Signos" 1993 (Panamá), el Concurso Nacional de Cuentos "José María Sánchez" 1998 (Panamá), el Concurso "Amadís de Gaula" 1999 (Soria, España) y el Concurso "Maga" de Cuento Corto 2001 (Panamá).
Presidente de la Asociación de Escritores de Panamá de 2008 a 2010. Fundador y Presidente de la Fundación El Hacedor (desde 2007).

## Premios y reconocimientos
- 1994, Premio "Darío Herrera" de Literatura otorgado por la Universidad de Panamá
- 1999, Accésit, Concurso de Cuento "Amadis de Gaula" otorgado en Soria (España)
- 1998, Accésit, Premio Nacional de Cuento "José María Sánchez" 1998 otorgado en Panamá
- 1993, Finalista, Premio "Signos" de Joven Literatura 1993 otorgado en Panamá

## Publicaciones[10]

### Ficción
- Sueños urbanos (2008, 2010) ISBN 978-9962-683-02-5
- Crónica de invisibles (1999) ISBN 978-9962-802-06-8

### Ensayos fotográficos
- Reggae Child
- De diablos, diablicos y otros seres de la mitología panameña
- Panamá Blues
- El camino de la cruz
- Cuadernos de Azuero

### Inteligencia artificial
- Fundamentos de Redes Neuronales (1994, 2010) - Fundamentos matemáticos del aprendizaje profundo y la simulación de redes neuronales
- Visión de Máquina (1994, 2010) - Uso de sistemas de aprendizaje profundo aplicados a la visión artificial

### Antologías
- 'Latinoamérica cuenta' (Ed. Renato Sandoval Bacigalupo). Bogotá, Colombia: Editorial Tragaluz, 2021. ISBN 978-958-53746-0-7
- 'Minimundos' (Ed. Eliana Soza Martínez y Karla Barajas). Lima, Perú: Dendro Editores, 2021.
- 'Historias mínimas' (Ed. Franz Gutiérrez). Lima, Perú: Dendro Ediciones. 2020. ISBN 978-612-48322-2-2
- 'Aquí hay dragones' (Editor: Alberto Sánchez Argüello). Gainesville, FL, EE. UU.: La Pereza Ediciones, 2020. ISBN 978-1-62375-168-5
- 'Tierra breve. Antología centroamericana de minificción' (Ed. Federico Hernández). San Salvador, El Salvador: Índole Editores, 2017. ISBN 978-9996130601
- 'Latinoamérica en breve' (Ed. Sergio Gaut vel Hartman). México, D.F.: Universidad Autónoma Metropolitana Xochimilco, 2016. ISBN 978-607-28-0902-4
- 'Aquí hay dragones' (Ed. Alberto Sánchez Argüello). Managua, Nicaragua: Parafernalia Ediciones, 2016.
- 'MICROLAT. Antología de microficciones latinoamericanas' (Editor: Sergio Gaut vel Hartman). México, D.F.: Universidad Autónoma de México, 2016.
- 'Mensajes 12' (Antología literaria) (Ed. A. Barría Alvarado). Panamá: Editorial Santillana, 2012.
- 'Tiempo al tiempo. Nuevos cuentistas de Panamá: 1990-2012'. (Short-stories) (Ed. E. Jaramillo Levi). Panamá: Universal Books, 2012. ISBN 978-9962-5534-6-5
- 'Con solo tu nombre y un poco de silencio' (Poetry) (Ed. Héctor Collado). Panamá: Editorial Tecnológica, 2012. ISBN 978-9962-5534-4-1
- 'Mundo 21' (Ed. Samaniego; Rodríguez; De Alarcón). Boston: Cengage Learning, 2010. ISBN 978-0-547-17131-9
- 'miniTEXTOS' (Ed. JL Rodríguez Pittí). El Hacedor, Panamá, 2010.
- 'Cuento que te quiero cuento' (Ed. F. Morales de Castillo). 9Signos, Panamá, 2007. ISBN 978-9962-660-06-4
- 'Sueño compartido' (Ed. E. Jaramillo Levi). Universal Books, Panamá, 2005. ISBN 9962623375
- 'La minificción en Panamá' (Ed. E. Jaramillo Levi). Universidad Pedagógica Nacional, Bogotá, Colombia, 2003. ISBN 978-958-8226-10-1
- 'Panamá cuenta' (Ed. E. Jaramillo Levi). Editorial Norma, Panamá, 2003. ISBN 9968152250
- 'Hasta el sol de mañana' (Ed. E. Jaramillo Levi). Fundación Signos, Panamá, 1998. ISBN 996260401X